# Oi1
Oi1 – polskie oznaczenie parowozu osobowego pruskiej serii P6.

## Historia
Parowóz został zaprojektowany przez Roberta Garbego dla Kolei Pruskich jako uniwersalna maszyna, zdolna do prowadzenia lżejszych pociągów pospiesznych, cięższych pociągów osobowych na liniach o zmiennym profilu i pociągów towarowych o średniej masie na liniach drugorzędnych. Dlatego zastosowano w niej koła o pośredniej średnicy 1600 mm (1550 mm w prototypie) i wydajny kocioł ze stanowiącym wciąż nowość przegrzewaczem komorowym Schmidta. Prototyp zbudowała firma Hohenzollern w 1901 roku (oznaczony Cöln 21). Parowóz został oceniony pozytywnie, a na wystawie w Düsseldorfie nagrodzono go Złotym Medalem Państwowym. Produkcję seryjną nieco zmienionych parowozów uruchomiono w 1903 w firmie Schwarzkopff, która stała się ich głównym producentem (111 sztuk). Drugim co do liczby producentem był Hanomag (90), a ogółem były produkowane przez siedem firm. Od 1906 roku montowano zmieniony przegrzewacz rurowy Schmidta, przez co dymnica uległa skróceniu, walczak kotła – wydłużeniu, a długość parowozu wzrosła z 10,17 m do 10,5 m. Produkcja seryjna trwała od 1903 do 1909 roku, a dodatkowo w latach 1913–1916 roku Linke-Hoffmann wyprodukował trzy lokomotywy dla wojska. Ogółem od 1901 do 1916 roku wyprodukowano 275 sztuk tych lokomotyw, oznaczonych od 1906 roku jako pruska seria osobowa P6.
Po I wojnie światowej na PKP pracowały 44 maszyny pruskiej serii P6 uzyskane w ramach reparacji wojennych (była to największa liczba tych parowozów używanych poza Niemcami). Otrzymały one następnie oznaczenie serii Oi1 z numerami od 1 do 44. Po II wojnie światowej na polskich kolejach było eksploatowanych 30 maszyn tego typu, z nowymi numerami Oi1-1 do 31 (Oi1-4 był mylnie oznaczonym parowozem serii Oi101). Pracowały one do 1972 roku. Jedyny zachowany w Europie parowóz P6 (ex-Oi1-29, ex-BR 37 171) znajduje się w Muzeum Kolejnictwa w Warszawie.
Na niemieckich kolejach w 20-leciu międzywojennym pracowały jako seria (Baureihe) 370-1 (numery inwentarzowe egzemplarzy od 37 001 do 37 163). Większość pracowała na terenie Prus Wschodnich.  W Niemczech wycofano je z użytku na początku lat 50. XX w.
Po I wojnie światowej 24 lokomotywy otrzymała Belgia, 16 Francja, a po kilka sztuk inne kraje lub zarządy kolejowe. Cztery lokomotywy otrzymała w lutym 1920 roku Łotwa, gdzie zaliczono je do serii Bn, z numerami 51-54. Wszystkie dotrwały do aneksji Łotwy i zostały przejęta przez koleje radzieckie.